# Vélelem
A vélelem (latinul praesumptio, németül Erfahrungssatz) valóságnak elfogadott előfeltételezés, más szóval bizonytalan dolog feltételezése. Célja az  egyik tényből egy másik tényre való következtetés helytállósága, a döntés alapjául vett valószínű tényállás megállapítása érdekében. Általában  egy jogalkotási eszköz, amely a jogalkalmazást segíti.  Egyes vélelmek ellen van helye bizonyításnak, míg a jogi fikció esetén soha. Kivételesen szerződésekben is előfordulhatnak  vélelmek.

## Összevetése a jogi fikcióval
Egy konkrét eset jogilag releváns tényeinek megállapítása háromféle módon történhet: bizonyítási eljárással, vélelemmel, illetve fikcióval. A jogi fikció végső soron azt jelenti, hogy egy tényállásról azt mondjuk ki, hogy azonos egy másik tényállással – holott tudjuk, hogy ez nem így van – azért, hogy valamely jogkövetkezményt alkalmazni lehessen, anélkül, hogy hosszadalmas bizonyítási eljárást kellene lefolytatni. A vélelem és a fikció annyiban közös, hogy a jogszabály mindkét esetben egyes tényállási elemeket adottnak ír elő, és ezekhez automatikus jogkövetkezményt kapcsol. A vélelem és a fikció elhatárolását a valósággal való kapcsolat, illetve a megtámadhatóság adja. A vélelem esetén egyrészt nagyobb a valószínűsége annak, hogy a vélelemben szabályozott tényállás ténylegesen megfelel a valóságosnak. Egyes vélelmek ellen van helye bizonyításnak, míg a jogi fikcióval szemben soha.

## Fajtái

### A megcáfolhatóság szerint
- Megdönthető (megcáfolható) vélelem: ellene van helye bizonyításnak
- Megdönthetetlen (abszolút) vélelem:  ellene nincs helye bizonyításnak (főleg szerződésekben fordul elő)

### A vélelmet felállító szerint
- Törvényes vélelem (praesumptio iuris)  - a hatása a perben abban áll, hogy, mentesül a bizonyítás terhe alól az, akinek a javára szól
- Bírói vélelem (praesumptio hominis) -  a bírónak a vélelmet csak olyan biztos és meghatározott tények alapján szabad felállítania, amelyek a vita tárgyával közvetlen összefüggésben vannak.

## Példák törvényes vélelemre
- Apasági vélelem (apaság vélelme)
- Vélelmezett fogamzási idő
- Kézbesítési vélelem

## A vélelem megdöntése
- A vélelem bíróság előtt megdönthető `megcáfolható), amennyiben az ellenkezőjét bizonyítják.